# Margaret Heckler
Margaret Mary Heckler, nata O’Shaughnessy (New York, 21 giugno 1931 – Arlington, 6 agosto 2018), è stata una politica e ambasciatrice statunitense, Segretario della Salute e dei Servizi Umani sotto l'amministrazione Reagan e in precedenza membro della Camera dei Rappresentanti per lo stato del Massachusetts dal 1967 al 1983.

## Biografia
Nata nel Queens, la Heckler studiò all'Università di Leida e, trasferitasi nel Massachusetts, cominciò a dedicarsi alla politica con il Partito Repubblicano.
Nel 1966 la Heckler si candidò alla Camera dei Rappresentanti e riuscì a sconfiggere nelle primarie il deputato in carica da quarantadue anni Joseph William Martin, venendo poi eletta nelle generali. La Heckler fu riconfermata con alte percentuali di voto per sette altri mandati, finché nel 1982 venne sconfitta dal deputato democratico Barney Frank.
Subito dopo la sconfitta, la Heckler venne scelta dal Presidente Ronald Reagan come suo nuovo Segretario della Salute e dei Servizi Umani. La Heckler mantenne il posto fino al 1985, quando Reagan decise di affidarle l'incarico di ambasciatore in Irlanda. La donna continuò a servire come ambasciatore fino alla fine del mandato presidenziale di Reagan e per i primi mesi dell'amministrazione Bush.